# Борка Павићевић
Борка Павићевић (Котор, 5. јун 1947 — Београд, 30. јун 2019) била је југословенскa и српскa драматуршкиња, колумнисткиња и антиратна активисткиња.

## Биографија
Рођена је 5. јуна 1947. године у Котору. Док је још била дете преселила се у Београд, где је након завршене школе уписала Десету београдску гимназију, а потом Академију за позориште, филм, радио и телевизију. Дипломирала је 1971. године, а на истом факултету завршила је и магистарске студије, 1976. године.
Магистрирала је са тезом "Неореалистичка драматургија између два рата".
Као студенткиња треће године Академије за позориште, филм, радио и телевизију, постала је чланица жирија БИТЕФ-а, у којем је провела 20 година. Била је и драматуршкиња Атељеа 212 у ком је радила десет година. Као чланица БИТЕФ-а, сарађивала је са Миром Траиловић, Јованом Ћириловим и постала један од најутицајнијих позоришних ауторитета. Од 1994. године води Центар за културну деконтаминацију. Према Боркиним речима, идеја за оснивање ЦЗКД је настала из сарадње Београдског круга са једне стране и људи из театра и других професија са друге стране.
Подржавала је либерализам и пацифизам, те основала театар Нове сензибилности у старој београдској пивари, 1981. године.
Од 1984. до 1991. године учествовала је у уметничком покрету "КПГТ"-а. Почетком деведесетих година била је уметничка директорка Београдског драмског позоришта, које је напустила због политичких несугласица.
Павићевићева је била и драматуршкиња Атељеа 212, БИТЕФ-а, док од 1994. године води Центар за културну деконтаминацију, Павиљон Вељковић, а суоснивачица је невладине организације Београдски круг . Београдски круг је асоцијација независних интелектуалаца који су се удружили да би се супротставили рату.
Павићевићева се бавила и публицистиком. Писала је за Сусрет, Књижевне новине и НИН. Имала је колумну у листу Данас.
Центар за културну деконтаминацију, који је основала Павићевићева, посвећен је стварању катарзе, где је организовано више од 5.000 догађаја, изложби, протеста и предавања. Била је једна од потписника декларације Покрета грађанског отпора у 2012. години и коаутор књиге Београд, мој Београд.
Павићевићева се појавила у два документарна филма, у филму Тежина ланаца 2 и филму Лауш.
Њен партнер је био адвокат Никола Баровић, са којим је имала сина Јована.
Преминула је у 72. години, 30. јуна 2019. године у Београду.

## Друштвени и литерарни ангажман
Према речима Борке Павићевић: „Када смо правили Центар (за културну деконтаминацију), размишљали смо о тој фамозној катарзи, о томе како доћи до потребног прочишћења“. Центар је организовао више од 5000 догађаја, изложби, представа, протеста и предавања.
Написала је три књиге, од којих је најобимнија трећа – Глава у торби. „Књига Глава у торби садржи колумне Борке Павићевић које су објављиване у истоименој рубрици у викенд додатку листа „Данас“ у периоду од четири године, од 2013. до 2016. Године.“ Поред тога написала је и књиге „Мода“ и На Екс.
Говорила је француски и енглески језик.
Писала је текстове у многобројним зборницима, часописима, новинама.
У пролеће 1999. године су отварали изложбу „Апел за мир“. Првобитна идеја била је пустити звук сирене, но сасвим случајно у том се трену огласила права сирена ѕа узбуну поводом НАТО бомбардовања. Од тада је симболично свака представа започињала звуком сирене.
Првобитно име центра гласило је Центар за деконтаминацију, пацификацију и денацификацију.
У прилог томе Борка Павићевић је својевремено изјавила:
“У Београду јесте током деведесетих постојао стварни цивилни покрет отпора, и Антиратни центар, "Време", "Наша борба", Б92. Постојао је почетком деведесетих и југословенски цивилни покрет.”

## Ангажман у Центру за културну деконтаминацију
„Центар је отворен Камијевом адаптацијом дела Зли дуси Достојевског, затим се играо Данило Киш, обе представе у режији Ане Миљанић – јасно је зашто смо играли управо Камија и Киша. На једном месту Ками у представи каже: "Терор не долази само снагом оних који тероришу, него слабостима либерала." Све што смо радили било је у знаку отпора према ономе с чим и данас имамо проблема, а то су "извињавајуће заблуде", ксенофобија, тражење изговора у другоме. И наравно – било је то време великог злочина. Прва документарна изложба је била "Живети у Сарајеву". Људи су долазили и распитивали се о судбини људи које су видели на фотографијама мислећи да ми имамо неке податке о њима.“, изјавила је Борка Павићевић у свом интервјуу за Време.
“Распад Југославије и ратови били су нешто што нас се тицало на најинтимнијем плану. Основица нашег деловања јесте заправо чин пријатељства и љубави.”
У Центру су се бавили и транзиционом правдом, па “Заједницом сећања”, из чега проистиче будучи пројекат “Студије Југославије”.
Због свог ангажмана, као једна од оних који су учествовали у антиратном покрету, а где припадају и на пример Жене у црном, често је била на удару критика и оптужби да припада националним издајницима.
Семинар “Транзициона правда у бившој Југославији” одржан је Центру за културну деконтаминацију 2006. године.
Што се тиче питања проблематизованих у таквим семинарима, Борка Павићевић сматра да је наш бренд искуство сведока, „јер ми можемо да помогнемо да се оно што се овде десило не деси више никоме никада“. Она каже да је основно питање данас – како поново освојити равноправност, како поново бити слободан.

## Награде
Павићевићка је добитница великог броја награда и то
- Награда Ото Рене Кастиљо за политичко позориште, Њујорк (2000)
- Национални орден Легије части од Владе Републике Француске (2001)
- Награда Хирошима фондације за мир и културу (2004)
- Награда Освајање слободе Фондације Маја Маршићевић Тесић, за дела која потврђују принципе људских права, владавине права, демократије и толеранције (2005)
- Награда Роутес, Амстердам (2009/2010)